# Grensboom

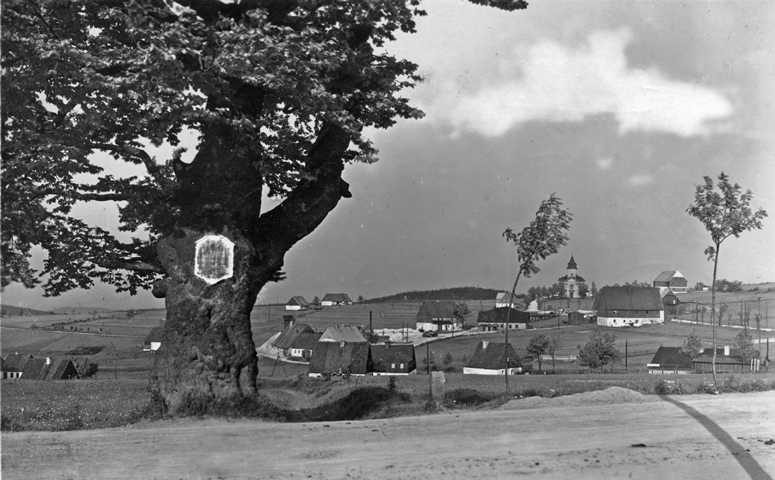
Een grensboom in Dubí.

Een grensboom als grensmarkering, ook wel markeringsboom, markenboom (mark betekent hier een gebied of grens), of soms ook hoekboom genoemd, is een boom die een grens aangeeft van een landperceel, gemeentegrens, parochiegrens of zelfs een staatsgrens. Bomen werden soms gebruikt om grenzen te markeren, omdat grensstenen of grenspalen gemakkelijk konden worden verplaatst om stiekem de grens te verleggen.
Grensbomen waar drie grenzen samenkomen zijn soms zo gesnoeid dat er slechts drie takken overblijven, elk wijzend naar de een kerk of stad waarvan de grenzen worden afgebakend.